# Vergas (Minnesota)
Pour les articles homonymes, voir Vergas.
Vergas est une ville américaine située dans le Comté d'Otter Tail, dans le Minnesota. Selon le recensement de 2010, sa population est de 331 habitants.

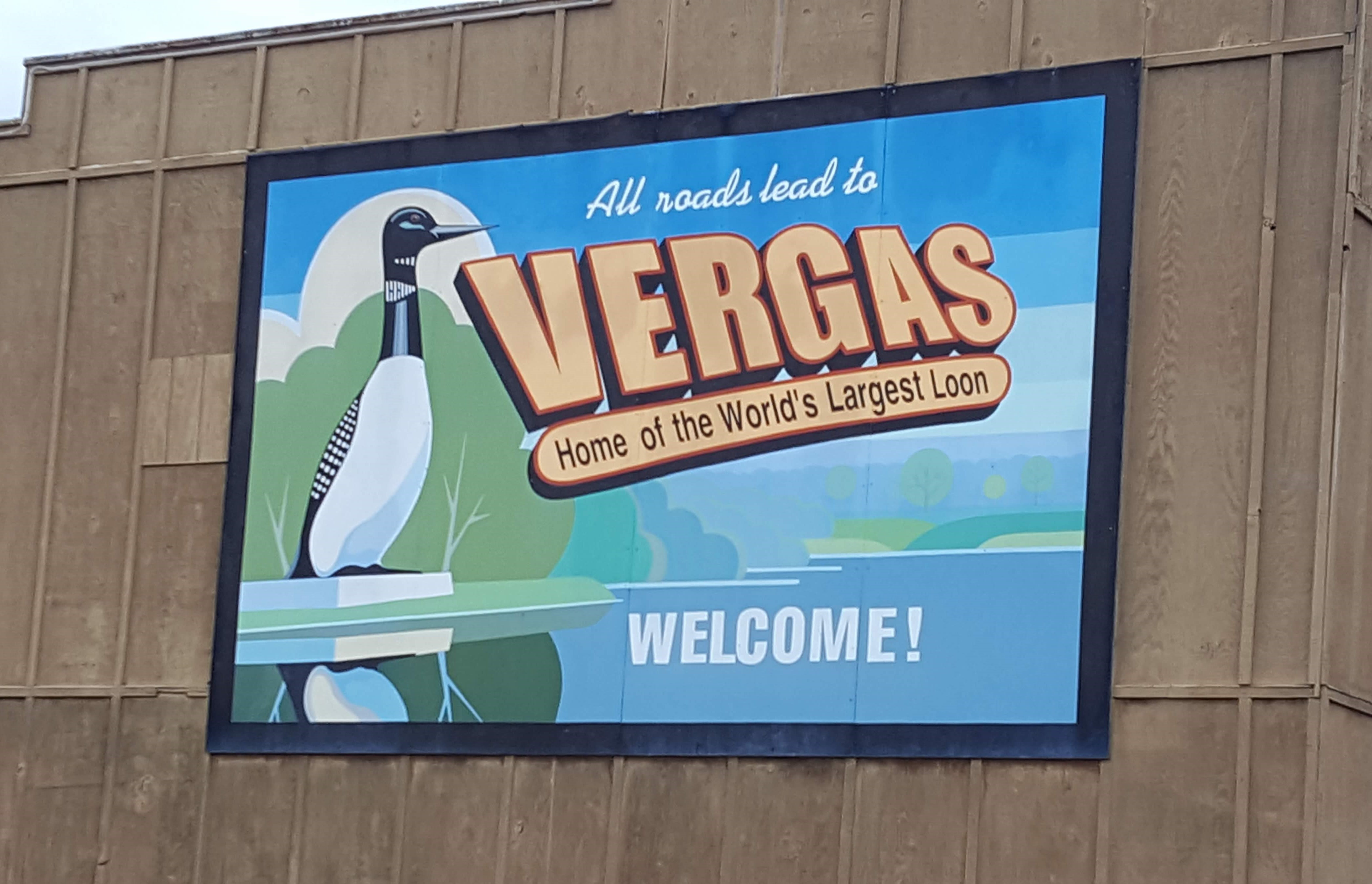
Panneau accueillant les visiteurs à Vergas